# Migré
Migré település Franciaországban, Charente-Maritime megyében. Lakosainak száma 354 fő (2022. január 1.). Migré Bernay-Saint-Martin, Courant, Dœuil-sur-le-Mignon, Lozay, Saint-Félix, Vergné és Villeneuve-la-Comtesse községekkel határos.

## Népesség
A település népességének változása:
| Lakosok száma | 480  | 338  | 329  | 333  | 314  | 313  | 331  | 344  | 356  | 354  |
|               | 1968 | 1982 | 1990 | 2006 | 2013 | 2015 | 2017 | 2019 | 2020 | 2022 |